# Пилад
Пилад (грч. Πυλάδης) је у грчкој митологији био Строфијев и Астихијин, Анаксибијин или Киндрагорин син.

## Митологија
Када је Орест дат Пиладовом оцу како би га овај заштитио од његове мајке Клитемнестре и њеног љубавника Егиста, почело је дружење између Ореста и Пилада које је постало пословично. И касније, Пилад је помогао Оресту да убије своју мајку и Егиста и убио је Науплијеве синове који су покушали то да спрече. Потом, био је Орестов бранилац када су му судили због матероубиства, али је истовремено заједно са њим покушао да убије Хелену, како би казнио Менелаја за кога је сматрао да је кукавица и издајник. То суђење су прекинули богови, а Пилад је постао Орестов нераздвојни пратилац, али и муж његове сестре Електре. Са њом је имао синове Медонта и Строфија.

## Тумачење
Древност овог мита се види и из пријатељства Ореста и Пилада, које се може упоредити са Тезејем и Пиритојем.

## Други ликови
Помиње се још и Пилад (или Пил или Пилон) који је владао у Мегари над Лелегијцима. Имао је кћерку Пилију, којом се оженио Пандион. Касније је Пилад убио свог стрица Бијанта, зету препустио владавину над Мегаром, а сам је отишао у Месенију где је основао град Пил. Одатле су га отерали Нелеј и Пелазг, па је отишао у Елиду где је основао други Пил.